# Crocus caeruleus
Crocus caeruleus är en irisväxtart som beskrevs av Richard Weston. Crocus caeruleus ingår i släktet krokusar, och familjen irisväxter. Inga underarter finns listade i Catalogue of Life.

## Bildgalleri

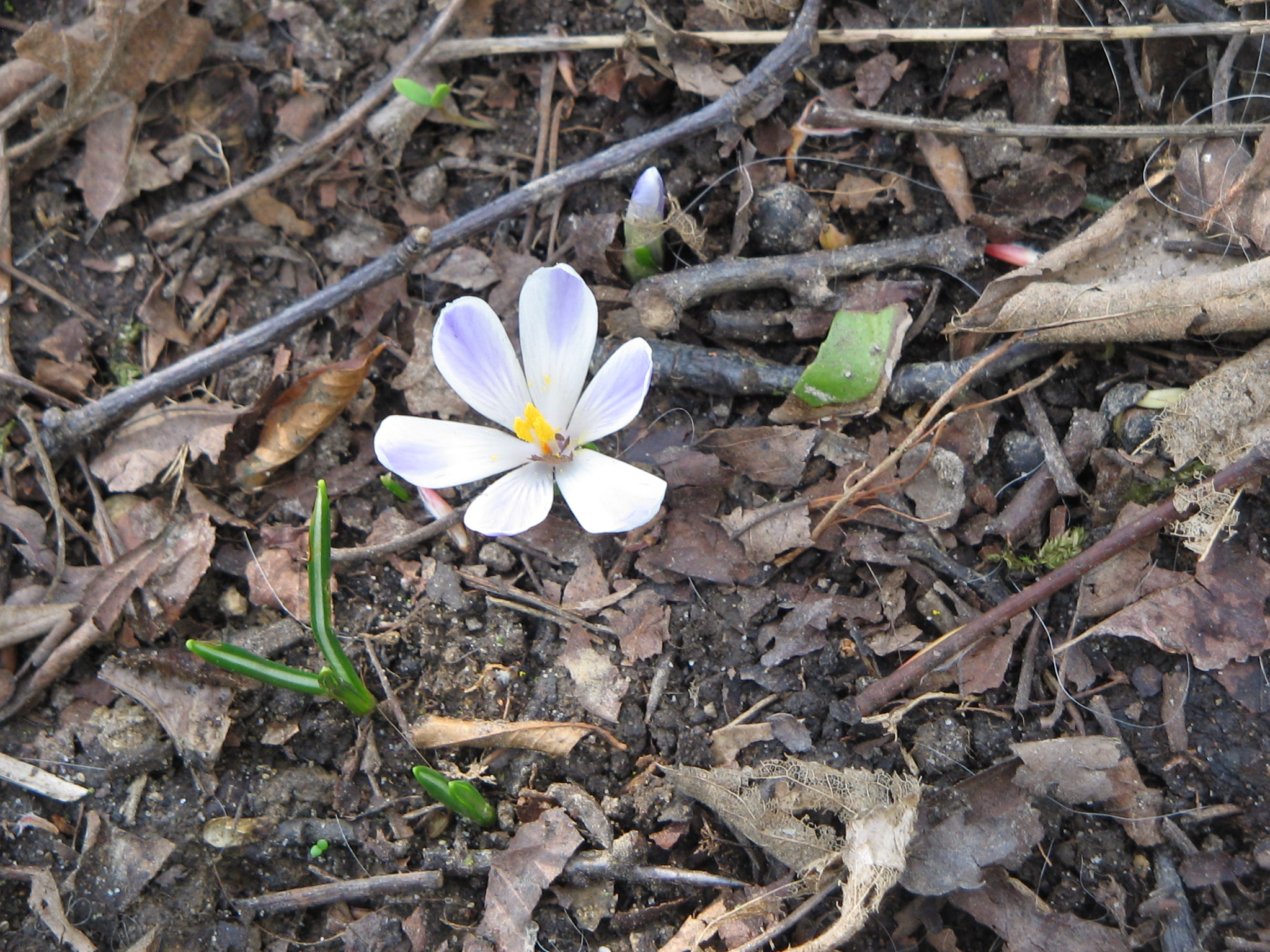
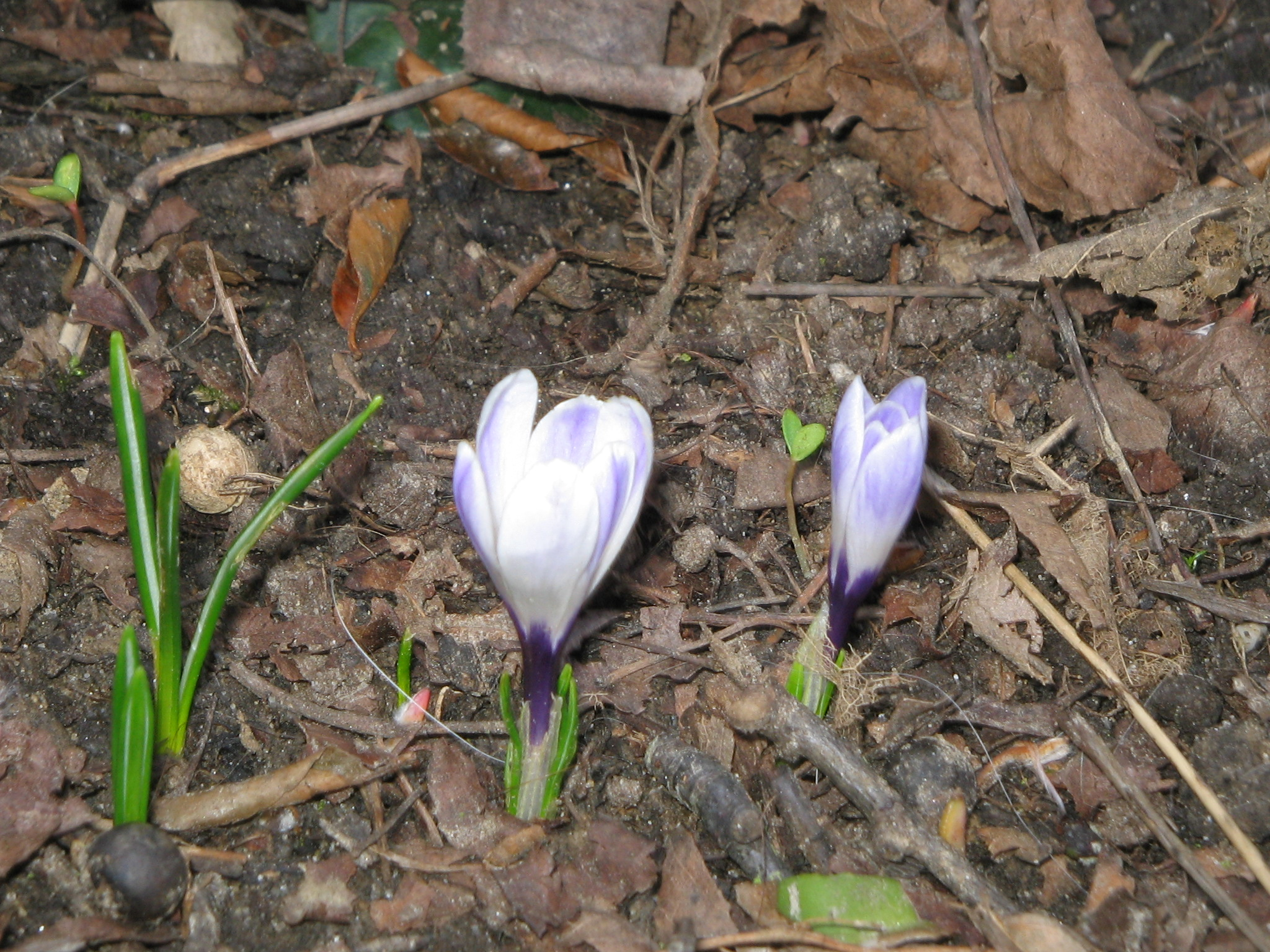
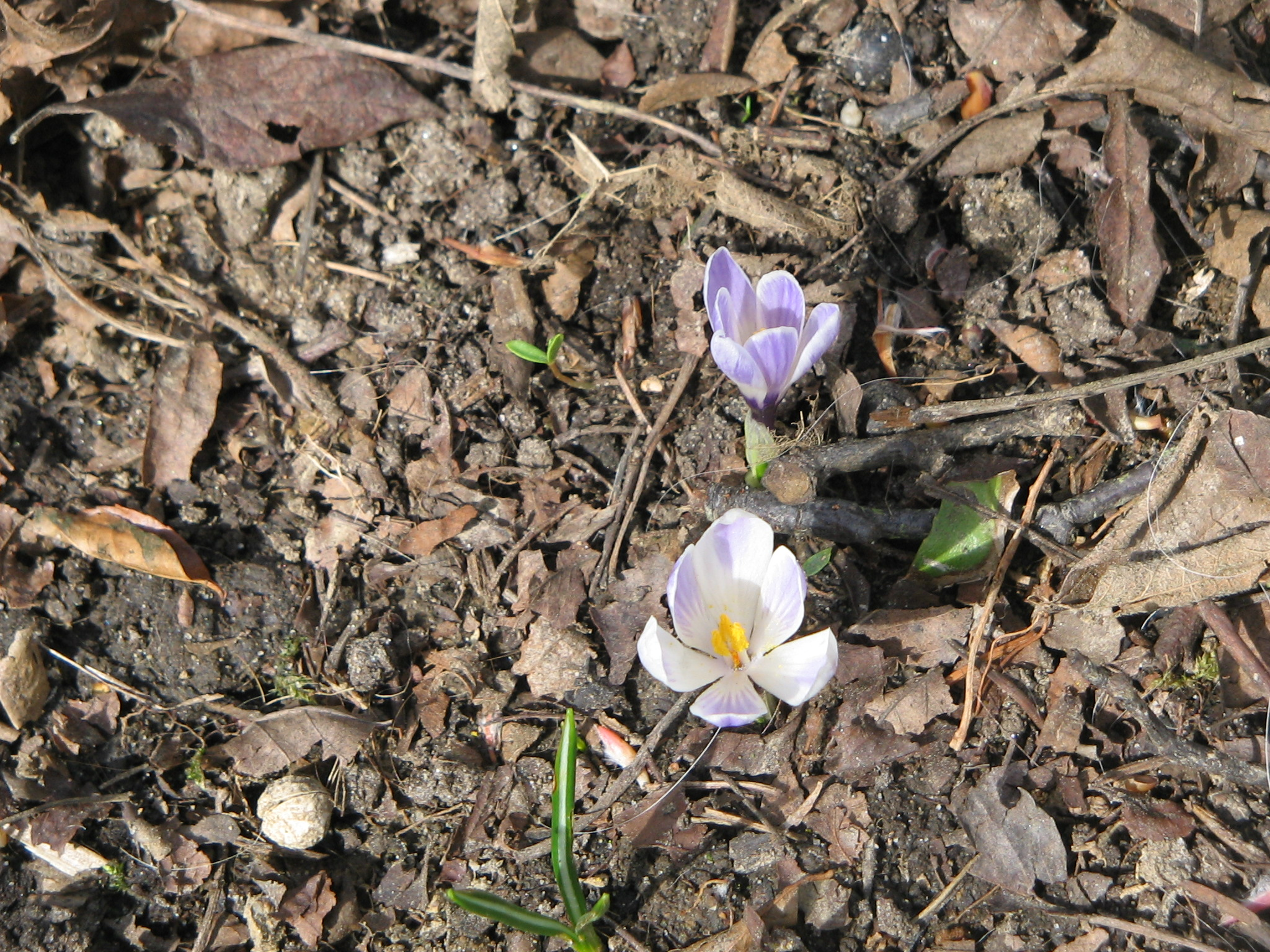
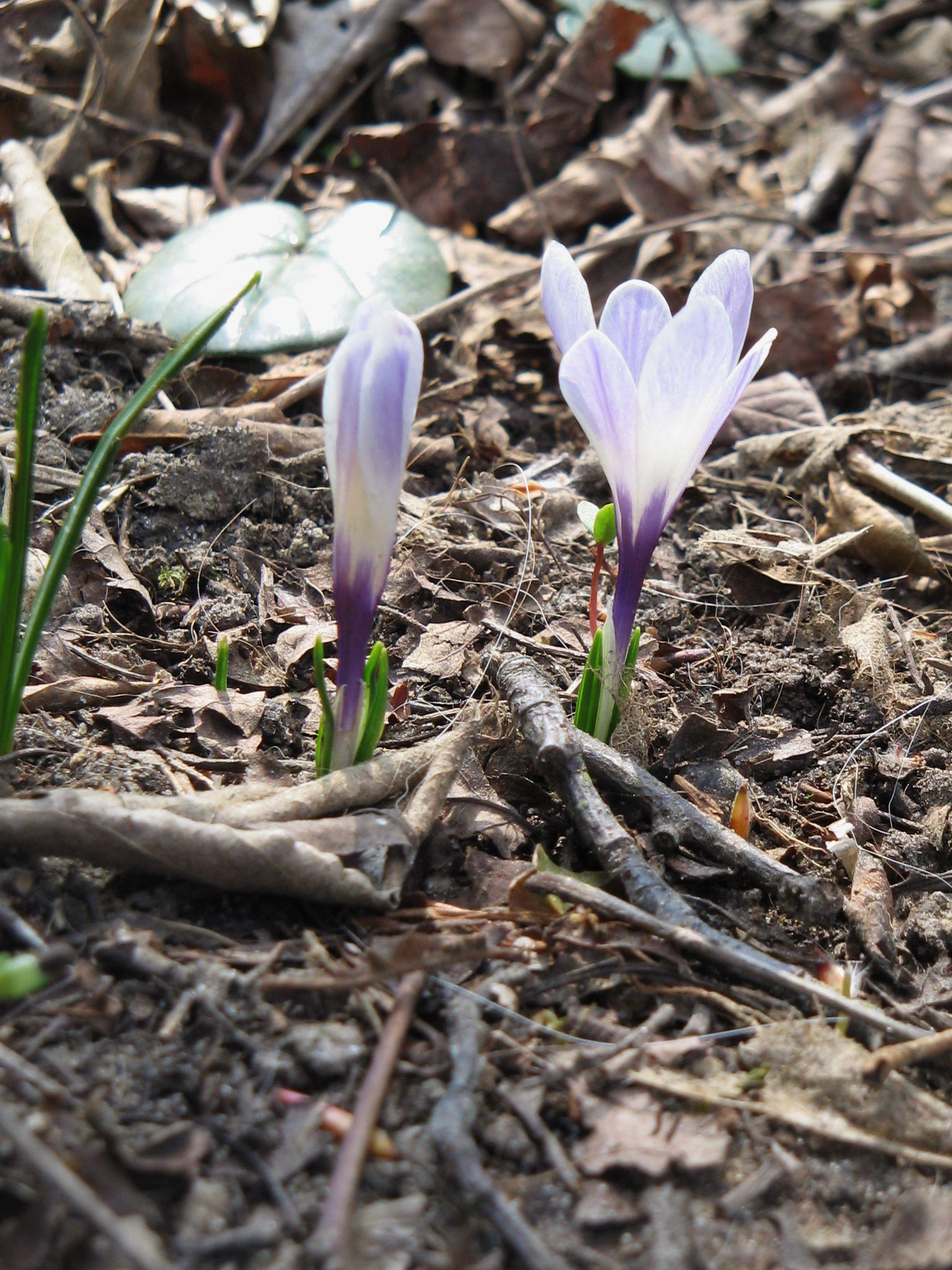
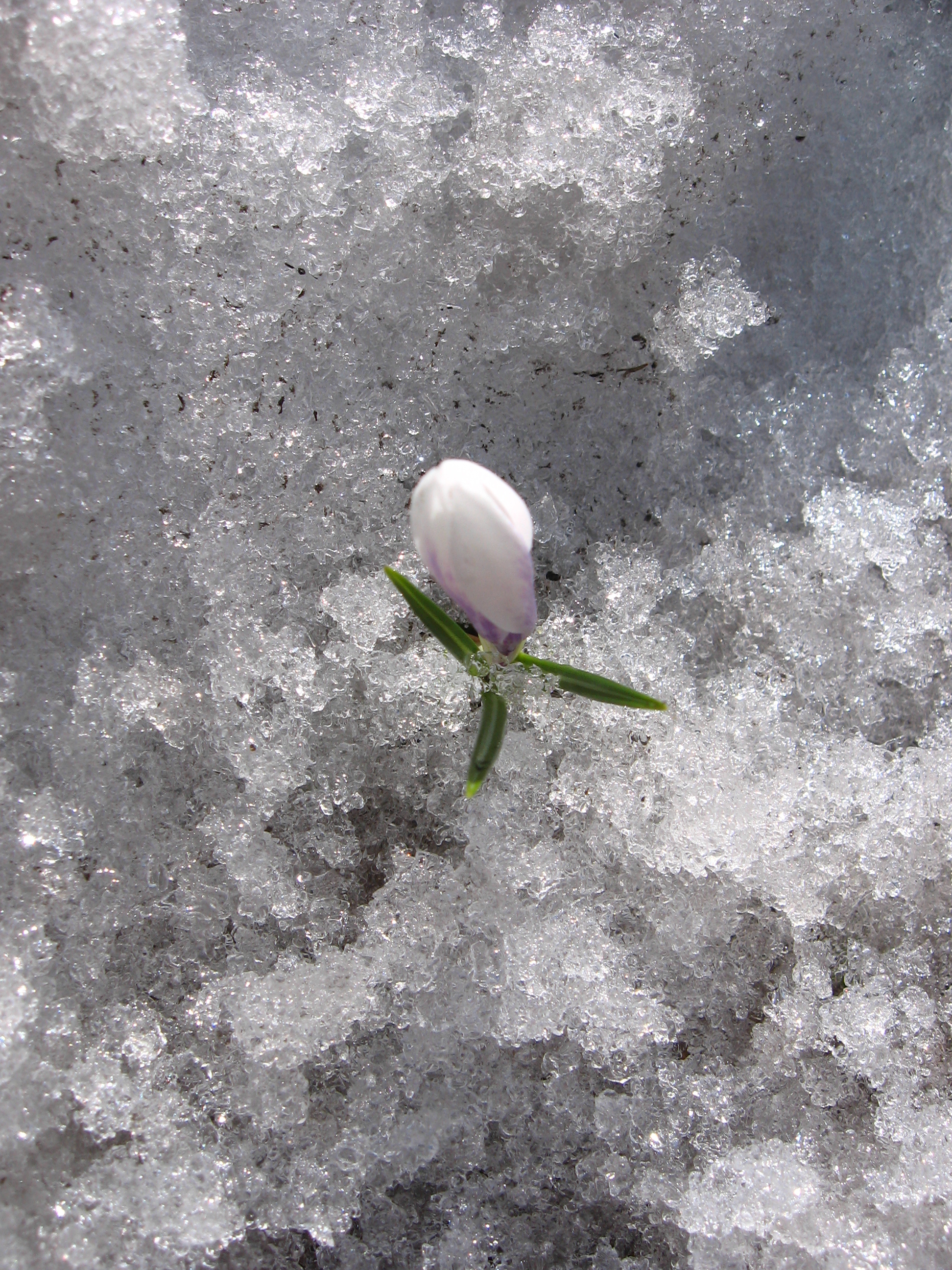
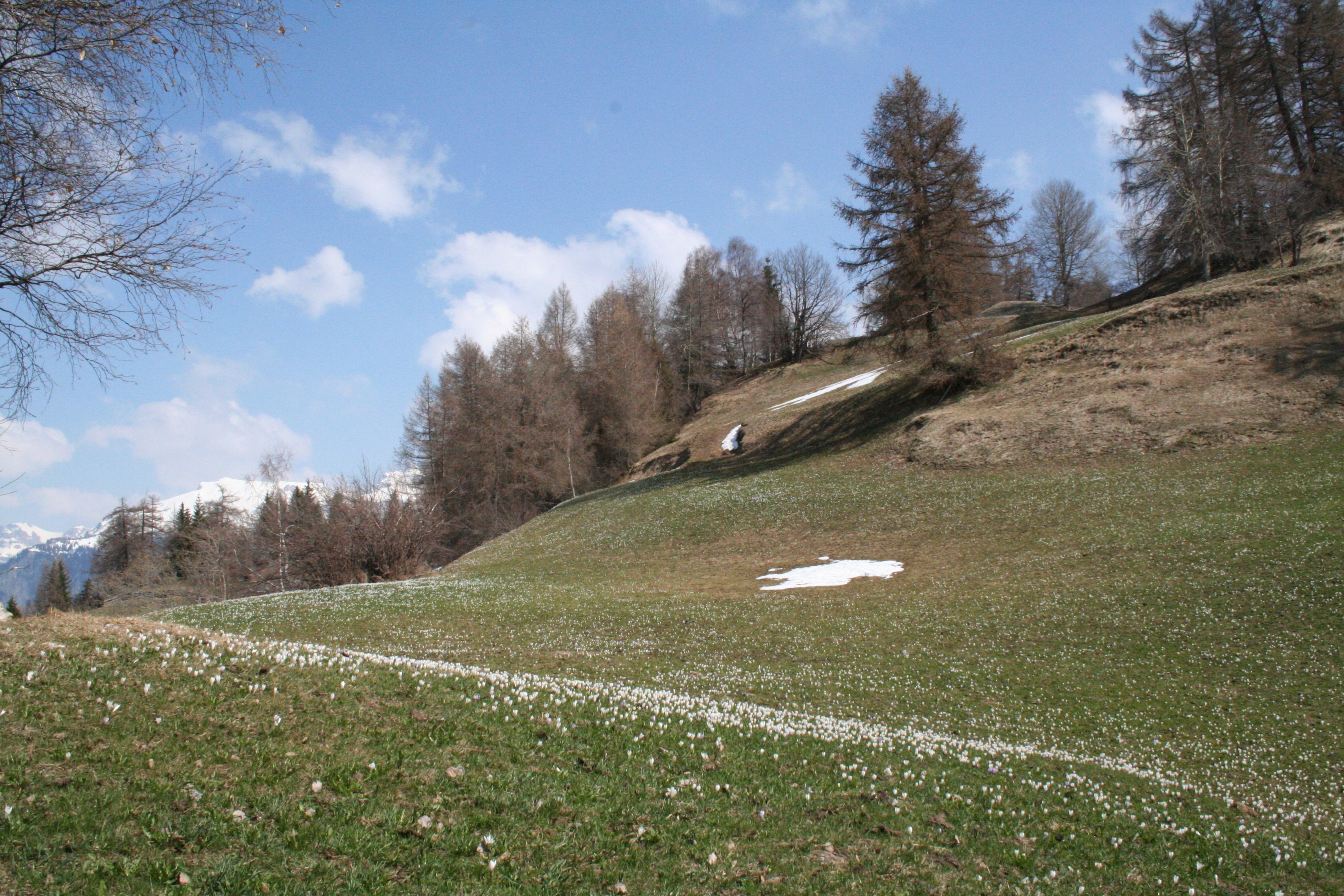